# Couto de Magalhães

Couto de Magalhães este un oraș în Tocantins (TO), Brazilia.